# Basilica di Notre-Dame (Orcival)
La basilica di Notre-Dame (in francese: basilique Notre-Dame d'Orcival) è una chiesa cattolica di Orcival, nel dipartimento del Puy-de-Dôme.
Dal 1840 è classificata Monumento storico di Francia e il 17 luglio 1894 è stata elevata al rango di basilica minore.